# Paul Carbone
Paul Bonnaventure Carbone (Propriano, 1º febbraio 1894 – Chalon-sur-Saône, 16 dicembre 1943) è stato un criminale francese.

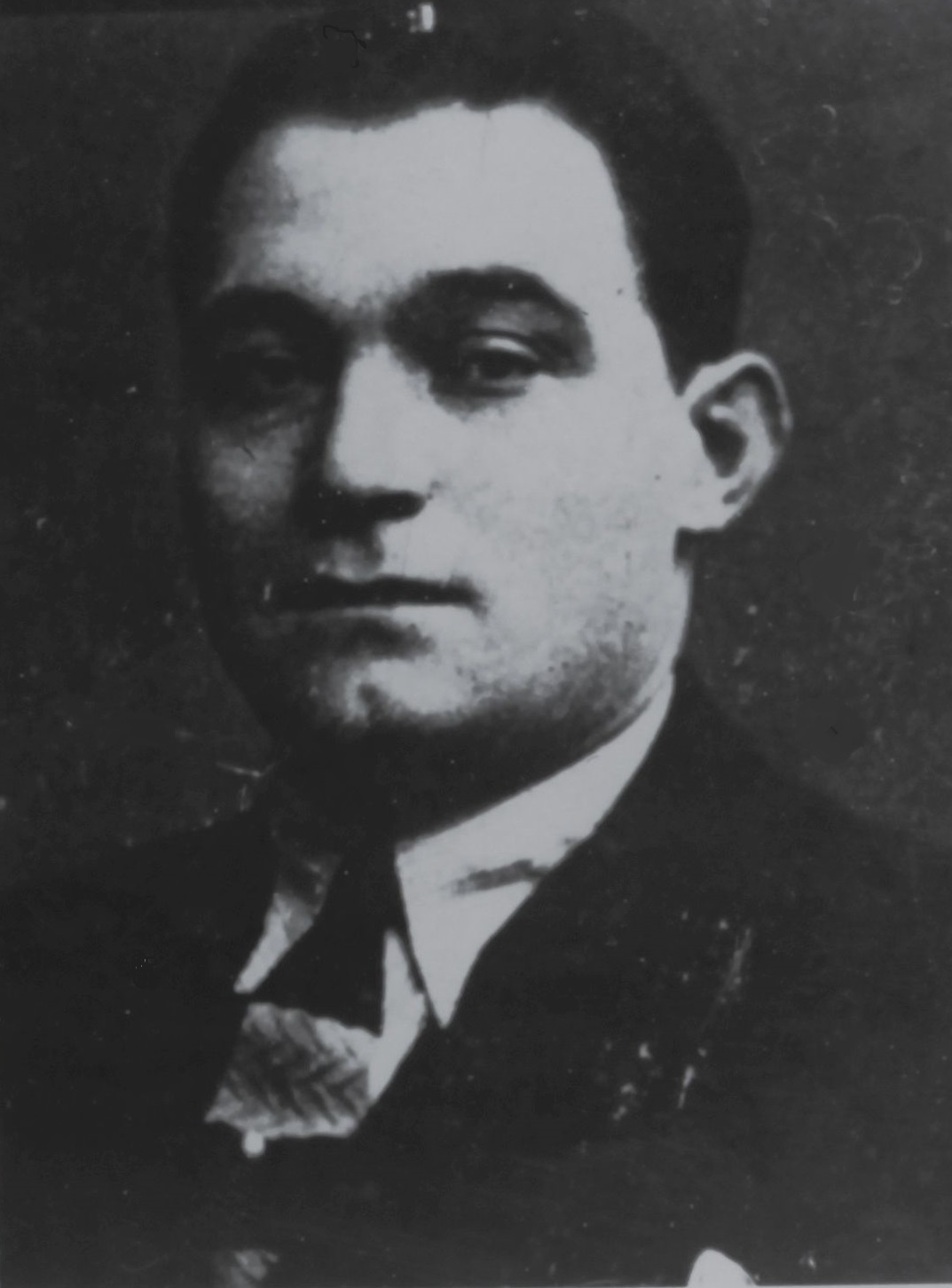
Paul Carbone

Massimo esponente del milieu corso-marsigliese della prima metà del XX secolo, la sua figura ha ispirato il film Borsalino, con Alain Delon e Jean-Paul Belmondo.

## Biografia
Nato nel sud della Corsica, si trasferì da piccolo con la famiglia a Marsiglia. Nella città focese i Carbone s'insediarono nel Panier, un quartiere povero del centro abitato principalmente da còrsi e immigrati italiani. Lì frequentò la scuola e fu un allievo diligente. Quando Carbone aveva 12 anni, il padre morì e lui lasciò la scuola per mantenere la madre e i due fratelli minori. Accettò qualsiasi lavoro che riuscì a trovare per portare soldi alla famiglia.
Quando Carbone aveva circa quindici anni si trasferì ad Alessandria d'Egitto dove iniziò a fare il protettore. Gran parte del denaro guadagnato veniva inviato alla madre in Francia. Il suo successo attirò ben presto le attenzioni di alcuni protettori rivali. Nel 1913 tre di loro rapirono Carbone e lo lasciarono sepolto fino al collo nella sabbia del deserto. Fu salvato tre giorni dopo da François Spirito, un malavitoso marsigliese d'origine pontina, che aveva sentito i tre protettori vantarsi di ciò che avevano fatto in un bar. Carbone e Spirito instaurarono un'amicizia e un legame che durò tutta la vita. Anche Spirito era un protettore e faceva parte di una rete che portava le donne da Parigi a lavorare nei bordelli egiziani.
Una volta ripresosi, Carbone volle lasciare l'Egitto e, insieme a Spirito s'imbarcò con la Messageries Maritimes navigando così per i mari di tutto il mondo. Sfruttando la folta presenza di funzionari còrsi all'interno dell'amministrazione coloniale francese, i due iniziarono a tessere legami e relazioni. Una volta arrivati a Shanghai, Carbone e Spirito intrapresero il commercio dell'oppio prendendo poi i contatti con tutte tutte quelle piazze dove erano presenti comunità o funzionari còrsi. Con lo scoppio della prima guerra mondiale i due tornarono in Francia e si arruolarono. Assegnato come chasseur di 2ª classe a un battaglione africano a causa dei suoi precedenti penali, fu incorporato nel IV Battaglione di Fanteria Leggera Africana dal 1º settembre 1914, poi il 10 marzo 1915 si trasferì al III Battaglione di Fanteria Leggera Africana di marzo e inviato nella Francia metropolitana. Mandato in prima linea sullo Chemin des Dames, Carbone fu ferito al braccio destro il 23 maggio 1915 presso il canale dell'Yser e fu citato nell'ordine del battaglione. Dopo essere stato arrestato per aggressione e percosse, il 12 ottobre 1915 fu rimandato al Bat' D'Af, un battaglione disciplinare, il 4° Bataillon d'Infanterie Légère d'Afrique, in Algeria, dove era inquadrata l'élite della malavita francese. Durante il servizio sul fronte occidentale Carbone incontrò e divenne amico di Simon Sabiani, futuro sindaco di Marsiglia. Il comportamento tenuto in servizio fu insignito della Médaille coloniale.
Dopo la fine della guerra, Carbone e Spirito partirono per il Sud America. In Perù ripresero a fare protettori e presto ebbero al loro servizio una ventina di donne. I due tornarono a Marsiglia nel 1919, dove si dedicarono allo sfruttamento della prostituzione e al contrabbando di oppio.

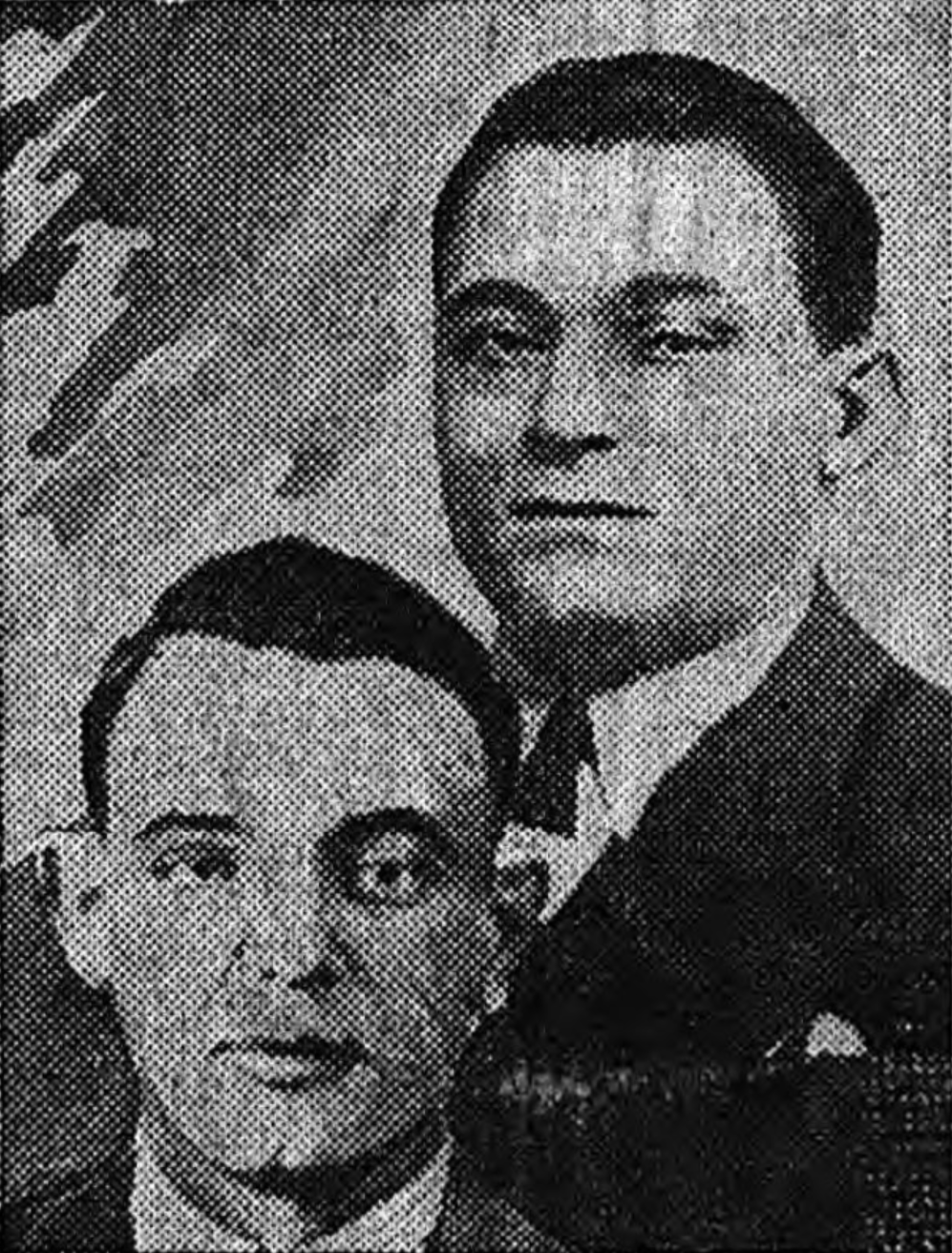
Carbone (a destra) e Spirito (a sinistra).

Il clan Carbone-Spirito acquisì sempre più influenza nella malavita marsigliese. Alla fine degli anni Venti erano coinvolti nella prostituzione, nella tratta delle bianche, nelle estorsioni e in altre attività criminali. Si occuparono di traffico di droga, soprattutto eroina e cocaina, e crearono un laboratorio a Bandol, vicino a Marsiglia, per raffinare l'oppio grezzo proveniente da Egitto, Turchia e Indocina in eroina, che in parte veniva inviata a Lucky Luciano negli Stati Uniti. Erano state poste così le basi per la nascita della French Connection. Possedeva un bar in rue Pavilion, l'Amical Bar, e il ristorante Beauvau in rue Beauvau, da cui gestiva il suo impero criminale. Solo a Marsiglia aveva più di 25 bordelli, per lo più gestiti da giovani donne ebree costrette a prostituirsi. Carbone aveva anche reti di prostituzione in Argentina, Egitto e Spagna.
Sebbene il Pernod Fils fosse stato vietato in Francia nel 1914, Carbone lo importò da una distilleria della cittadina spagnola di Tarragona. Dopo le sanzioni economiche imposte all'Italia nel 1936 a causa della guerra d'Etiopia, Carbone contrabbandò 34 tonnellate di parmigiano per la popolazione italiana di Marsiglia. Durante la guerra civile spagnola Carbone vendette armi ai franchisti.
Carbone e Spirito erano attivi anche a Parigi, dove il prefetto di polizia Jean Chiappe era amico di Carbone. Nella capitale francese i due aprirono un bordello di lusso a Montmartre. Con i soldi guadagnati a Parigi, aprirono bordelli in tutta la Francia e li rifornirono di donne provenienti dall'Europa e dal Sud America.
Durante il periodo tra le due guerre, Carbone e Spirito si allearono con il sindaco di Marsiglia Sabiani e agirono come suoi esecutori. In cambio, ricevettero protezione politica. Quando Carbone e Spirito furono arrestati per l'omicidio del consulente finanziario Albert Prince nel 1934, Sabiani venne in loro aiuto. Dopo i disordini del 6 febbraio 1934 a Parigi, Carbone inviò i suoi sgherri per intimidire i portuali di Marsiglia che erano scesi in sciopero.

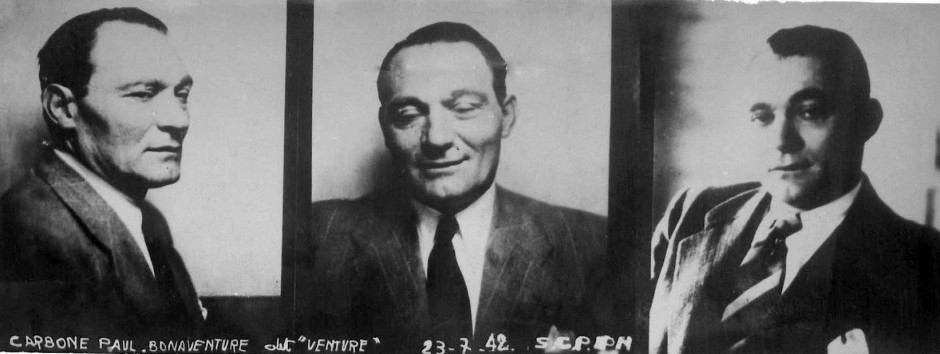
Foto segnaletica di Carbone del 1942.

Durante la seconda guerra mondiale Carbone e Spirito si unirono alla Carlingue che collaborava con gli occupanti tedeschi; in cambio, le autorità civili locali di Marsiglia dovevano ignorare le loro attività criminali. I due si arricchirono con il mercato nero, rifornendo i soldati tedeschi di beni di difficile reperibilità.
La principale minaccia al loro potere venne rappresentata dall'ascesa dei fratelli Guérini, che vennero tenuti a bada assegnandogli l'esclusiva sullo sfruttamento delle prostitute, appianando così le divergenze. 
Carbone morì il 16 dicembre 1943 in un incidente ferroviario causato dal sabotaggio del treno da parte della Resistenza, che lo fece saltare in aria. Il treno era stato preso di mira perché trasportava soprattutto soldati tedeschi in licenza. Carbone ebbe le gambe schiacciate e una tranciata al ginocchio. Si dice che abbia cantato canzoni per rallegrare le altre vittime mentre fumava la sua ultima sigaretta prima di morire. Tuttavia, la sua amante di lunga data, Germaine Germain, meglio conosciuta come Manouche, ha riferito che è stato portato in un ospedale locale dove è morto ore dopo.